# Rosa (Alabama)
Rosa – miasto w Stanach Zjednoczonych, w stanie Alabama, w hrabstwie Blount. W roku 2023 miasto zamieszkiwało 380 osób, a gęstość zaludnienia wynosiła 38,8 osoby/km².